# بلال ولد شيخ
بلال ولد شيخ (بالهولندية: Bilal Ould-Chikh)‏ (28 يوليو 1997 بروسيندال في هولندا - ) هو لاعب كرة قدم مغربي وهولندي في مركز الهجوم. شارك مع منتخب هولندا تحت 17 سنة لكرة القدم ومنتخب هولندا تحت 19 سنة لكرة القدم ومنتخب المغرب تحت 20 سنة لكرة القدم. أما مع النوادي، فقد لعب مع تفينتي أنشخيدة وJong FC Twente ‏ وS.L. Benfica B ‏.

## روابط خارجية
- بلال ولد شيخ على موقع اتحاد تركيا (لاعب) (الإنجليزية)
- بلال ولد شيخ على موقع قاعدة بيانات كرة القدم.إي يو (الإنجليزية)
- بلال ولد شيخ على موقع Soccerway.com (الإنجليزية)
- بلال ولد شيخ على موقع عالم كرة القدم.نت (الإنجليزية)
- بلال ولد شيخ على موقع AS.com (الإسبانية)